# Xã Spring Hill, Quận Johnson, Kansas
Xã Spring Hill (tiếng Anh: Spring Hill Township) là một xã thuộc quận Johnson, tiểu bang Kansas, Hoa Kỳ. Năm 2010, dân số của xã này là 2.021 người.